# Pheidole longipes
Pheidole longipes är en myrart som först beskrevs av Smith 1857.  Pheidole longipes ingår i släktet Pheidole och familjen myror.

## Underarter
Arten delas in i följande underarter:
- P. l. conicollis
- P. l. continentis
- P. l. longipes
- P. l. pseudola